# Crocetta (métro de Milan)
Pour les articles homonymes, voir Crocetta.
Crocetta est une station de la ligne 3 du métro de Milan, située largo della Crocetta.